# Simulium jujuyense
Simulium jujuyense es una especie de insecto del género Simulium, familia Simuliidae, orden Diptera.
Fue descrita científicamente por Paterson & Shannon, 1927.